# Управление гражданской авиации Кении
Управление гражданской авиации Кении  – это государственная корпорация Кении, которая отвечает за регулирование авиационной промышленности в ней и за предоставление аэронавигационных услуг на взлетно-посадочных полосах страны.
Управление гражданской авиации Кении также обучает авиационной профессии в Восточноафриканской академии гражданской авиации.
Штаб-квартира агентства располагается на территории Международного аэропорта Джомо Кениаты в Найроби.
Ответственный министр  – Достоп. Джеймс Вайнайна Мачария, Министерство транспорта, инфраструктуры, жилищного строительства и городского развития

## История
Поправка к закону о Гражданской авиации от 2002 года создала Управление гражданской авиации Кении в 2002 году. Функции агентства ранее выполнялись двумя отделами Министерства транспорта: Советом гражданской авиации и Департаментом гражданской авиации.